# コス県

コス県
Περιφερειακή ενότητα Κω測地系: 北緯36度50分 東経27度10分 / 北緯36.833度 東経27.167度座標: 北緯36度50分 東経27度10分 / 北緯36.833度 東経27.167度

コス県（コスけん、Κώς / Kos）は、ギリシャ共和国の南エーゲ地方を構成する行政区（ペリフェリアキ・エノティタ）のひとつ。ドデカニサ諸島（ドデカネス諸島）のコス島などからなる。

## 地理

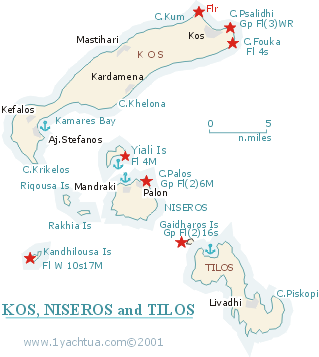
コス島と周辺の島。ティロス島はロドス県に属する

### 位置・広がり
ドデカニサ諸島の北部に位置する。ドデカニサ諸島で3番目に広い面積を持つコス島と、その南に位置するニシロス島、イアリ島などの島々からなる。ニシロス島は火山島として知られる。

### 主要な都市・集落
県域に含まれる人口2000人以上の都市・集落は以下の通り（2001年国勢調査時点）。
- コス（Κως : コス市） - 17,890人
- ケファロス（Κέφαλος : コス市） - 2,458人
- ピリ（Πυλίον : コス市） - 2,431人
- シパリ（Ζηπάρι : コス市） - 2,355人
- アンディマヒア（Αντιμάχεια : コス市） - 2,205人

東西に細長いコス島の東端にコスの街が所在する。コス島の西端にケファロス、中部の内陸部にアンディマヒアなどの集落が存在する。コス島以外では、ニシロス島のマンドラキ（人口約700人）が最大の集落である。
- コスの街
- ケファロス
- マンドラキ

## 行政区画

### 自治体（ディモス）

ドデカネス諸島の自治体

コス県は、以下の自治体（ディモス、市）から構成される。面積の単位はkm²、人口は2001年国勢調査時点。
|    | 自治体名 | 綴り    | 政庁所在地      | 面積  | 人口   |
| -- | -------- | ------- | --------------- | ----- | ------ |
| 7  | コス     | Κως     | コス (el)       | 287.2 | 30,947 |
| 11 | ニシロス | Νίσυρος | マンドラキ (el) | 50.1  | 948    |

### 旧自治体（ディモティキ・エノティタ）

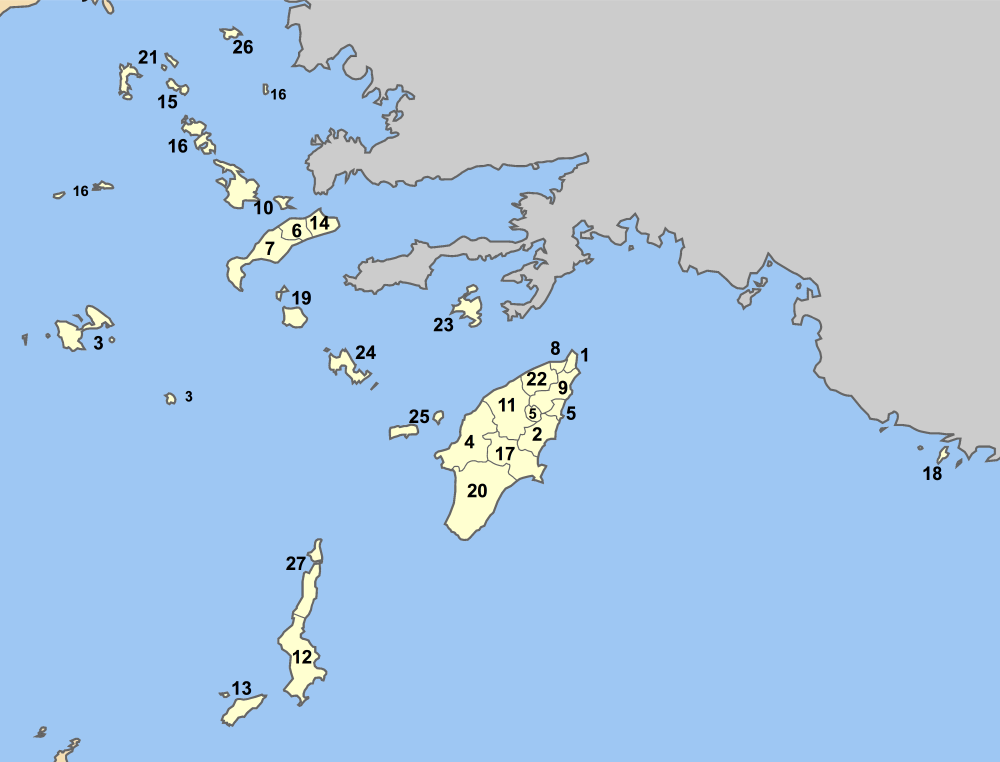
ドデカニサ県の旧自治体（2010年まで）

現在のコス県の地域は、かつて広域自治体（ノモス）であるドデカニサ県に属していた。カリクラティス改革（2011年1月施行）にともないノモスは廃止され、その県域は分割されて行政区（ペリフェリアキ・エノティタ）としてのコス県が成立した。旧自治体は新自治体（ディモス）を構成する行政区（ディモティキ・エノティタ）となっている。
下表の番号は右図と対応している。「旧自治体名」欄で※印を付したものはキノティタ、それ以外はディモス。「政庁所在地」欄で太字になっているものは、新自治体の政庁所在地となったものを示す。
|    | 旧自治体     | 綴り       | 政庁所在地          | 新自治体 |
| -- | ------------ | ---------- | ------------------- | -------- |
| 6  | ディケオス   | Δίκαιος    | シパリ              | コス     |
| 7  | イラクリデス | Ηρακλείδες | アンディマヒア (el) | コス     |
| 14 | コス         | Κως        | コス                | コス     |
| 19 | ニシロス     | Νίσυρος    | マンドラキ          | ニシロス |

- Διοικητική διαίρεση νομού Δωδεκανήσου (πρόγραμμα Καποδίστριας) - ドデカニサ県の自治体・集落一覧（1999年 - 2010年）